# Johan Otto Wedberg
Johan Otto Wedberg, född 31 mars 1826 i Stockholm, död där 10 februari 1912, var en svensk jurist. Han var far till justitierådet Birger Wedberg (1870–1945).
Wedberg blev student vid Uppsala universitet 1844 samt avlade där kameralexamen 1846 och hovrättsexamen 1848. Han utnämndes efter tjänstgöring i och under Svea hovrätt till vice häradshövding 1861, blev assessor i nämnda hovrätt 1864 och revisionssekreterare 1867. Han var sedermera ledamot av Lagbyrån och Nya lagberedningen, blev byråchef för lagärenden 1876 och var justitieråd 1877–1892. Wedberg var även en framstående numismatiker och ordförande i Svenska numismatiska föreningen 1903–1906.
Han blev hedersledamot av Vitterhets- historie- och antikvitetsakademien 1885, utnämndes till kommendör med stora korset av Nordstjärneorden 1888 och riddare av Carl XIII:s orden 1898. Wedberg är begravd på Lidingö kyrkogård.